# In the Blood (Londonbeat)
In the Blood è il secondo album in studio del gruppo musicale anglo-statunitense Londonbeat, pubblicato il 29 settembre 1990 dalle etichette discografiche Anxious e BMG.
L'album è disponibile su long playing, musicassetta e compact disc. Fra i 12 brani, 9 sono composti dai membri del gruppo. Alla stesura di A Better Love e Step Inside My Shoes ha partecipato Ian Green, mentre No Woman, No Cry è una cover della nota canzone di Bob Marley.
Dal disco vengono tratti cinque singoli: I've Been Thinking About You, A Better Love, It's in the Blood, No Woman, No Cry e This Is Your Life.

## Tracce
1. It's in the Blood – 4:50
2. Getcha Ya Ya – 4:33
3. She Broke My Heart (In 36 Places) – 3:39
4. She Said She Loves Me – 4:15
5. Step Inside My Shoes – 4:16
6. No Woman, No Cry – 4:05
7. This Is Your Life – 2:03
8. I've Been Thinking About You – 5:17
9. A Better Love – 4:00
10. In an I Love You Mood – 4:14
11. You Love and Learn – 3:25
12. Crying in the Rain – 4:59